# Визенфелден
Визенфелден (на немски: Wiesenfelden) е община в Долна Бавария, Германия с 3765 жители (към 31 декември 2018).
Визенфелден се намира на ок. 13 km североизточно от Вьорт ан дер Донау.
За пръв път Визенфелден е споменат в документ през 1105 г. Селището е част от Курфюрство Бавария, от 1806 г. в Кралство Бавария. Днешната община е създадена през 1818 г.